# Karlová
Karlová (Hongaars: Turóckárolyfalva) is een Slowaakse gemeente in de regio Žilina, en maakt deel uit van het district Martin.
Karlová telt 113 inwoners.